# Cristian Torres (piłkarz)
Cristian Alejandro Torres Frausto (ur. 12 lutego 1996 w León) – meksykański piłkarz występujący na pozycji środkowego obrońcy.

## Kariera klubowa
Torres pochodzi z miasta León w stanie Guanajuato i jest wychowankiem tamtejszego zespołu Club León. W Liga MX zadebiutował za kadencji szkoleniowca Gustavo Matosasa, 13 kwietnia 2014 w przegranym 1:2 spotkaniu z Tolucą i był to zarazem jego jedyny występ w swoim premierowym, wiosennym sezonie Clausura 2014, podczas którego wywalczył wraz z Leónem tytuł mistrza Meksyku. Na stałe został jednak włączony do seniorskiej drużyny rok później przez trenera Juana Antonio Pizziego, w jesiennym sezonie Apertura 2015 docierając z nią do finału krajowego pucharu – Copa MX.
| Sezon     | Klub             | Kraj   | Rozgrywki  | Mecze | Bramki |
| --------- | ---------------- | ------ | ---------- | ----- | ------ |
| 2013/2014 | Club León        | Meksyk | Liga MX    | 1     | 0      |
| 2014/2015 | Club León        | Meksyk | Liga MX    | 0     | 0      |
| 2015/2016 | Club León        | Meksyk | Liga MX    | 3     | 0      |
| 2016/2017 | Club León        | Meksyk | Liga MX    | 0     | 0      |
| 2017/2018 | Club León        | Meksyk | Liga MX    | 1     | 0      |
| 2018/2019 | Club León        | Meksyk | Liga MX    | 0     | 0      |
| 2018/2019 | Correcaminos UAT | Meksyk | Ascenso MX | 0     | 0      |